# Le Rheu
Le Rheu (en bretó Reuz) és un municipi francès, situat a la regió de Bretanya, al departament d'Ille i Vilaine. L'any 2006 tenia 7.126 habitants. Limita amb els municipis de Rennes, Vezin-le-Coquet, L'Hermitage, Cintré, Mordelles, Chavagne i Saint-Jacques-de-la-Lande.

## Demografia
| 1936                                       | 1954 | 1962 | 1968 | 1975 | 1982 | 1990 | 1999 | 2006 |
| ------------------------------------------ | ---- | ---- | ---- | ---- | ---- | ---- | ---- | ---- |
| 1197                                       | 1273 | 2001 | 3080 | 3869 | 4276 | 5027 | 5733 | 7227 |
| Des de 1962: població sense dobles comptes |      |      |      |      |      |      |      |      |

## Administració
| Període   | Identitat               | Partit        |
| --------- | ----------------------- | ------------- |
| 1790-1792 | François Guérin         |               |
| 1792-1795 | Claude Dorvo            |               |
| 1795-1799 | Limeul.                 |               |
| 1799      | Pierre Jouan            |               |
| 1799-1802 | Pierre Garnier          |               |
| 1802-1808 | Florent Limeul          |               |
| 1808-1829 | Jean-Baptiste Delisle   |               |
| 1830      | Jean Guérin             |               |
| 1830-1832 | Brunetière.             |               |
| 1832-1857 | Jean-Baptiste Milon     |               |
| 1857-1874 | Jean-Marie Bourgeault   |               |
| 1874-1876 | Jean-Marie Dolivet      |               |
| 1876-1876 | Louis Bouteloup         |               |
| 1876-1904 | Albert de Freslon       |               |
| 1904-1916 | Pierre de Freslon       |               |
| 1916-1919 | Jean-Marie Roullé       |               |
| 1919-1935 | Henry de Freslon        | Divers Droite |
| 1935-1953 | Hippolyte du Boisbaudry | Divers Droite |
| 1953-1971 | Jean Châtel             | UDF-CDS       |
| 1972-1995 | Jean Auvergne           | MRG           |
| 1995-2001 | Gérard Pourchet         | UDF           |
| 2001-2008 | Jean-Luc Chenut         | PS            |
| [ 2008    | Jean-Luc Chenut         | PS            |

## Galeria d'imatges

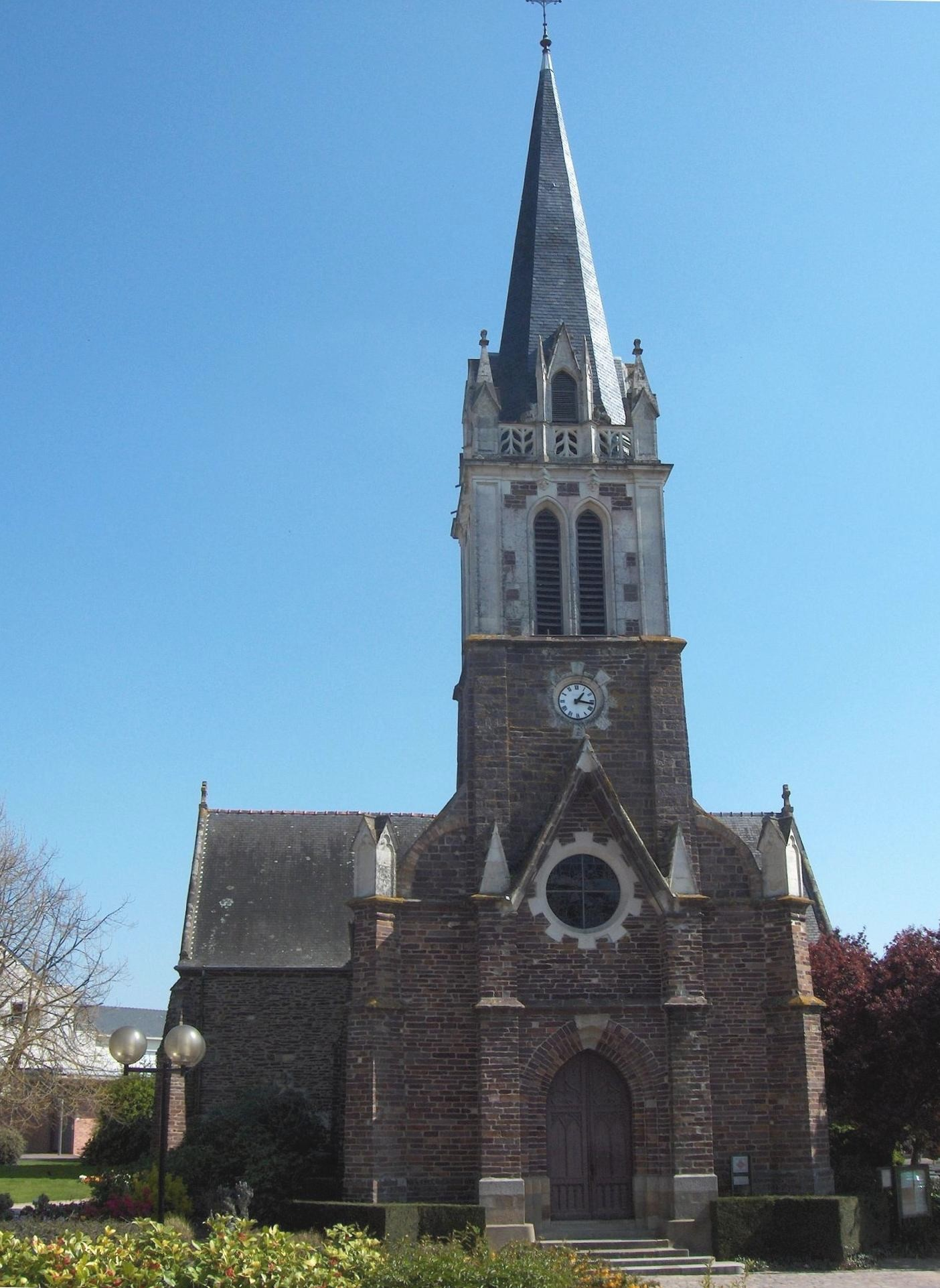
Església de Rheu
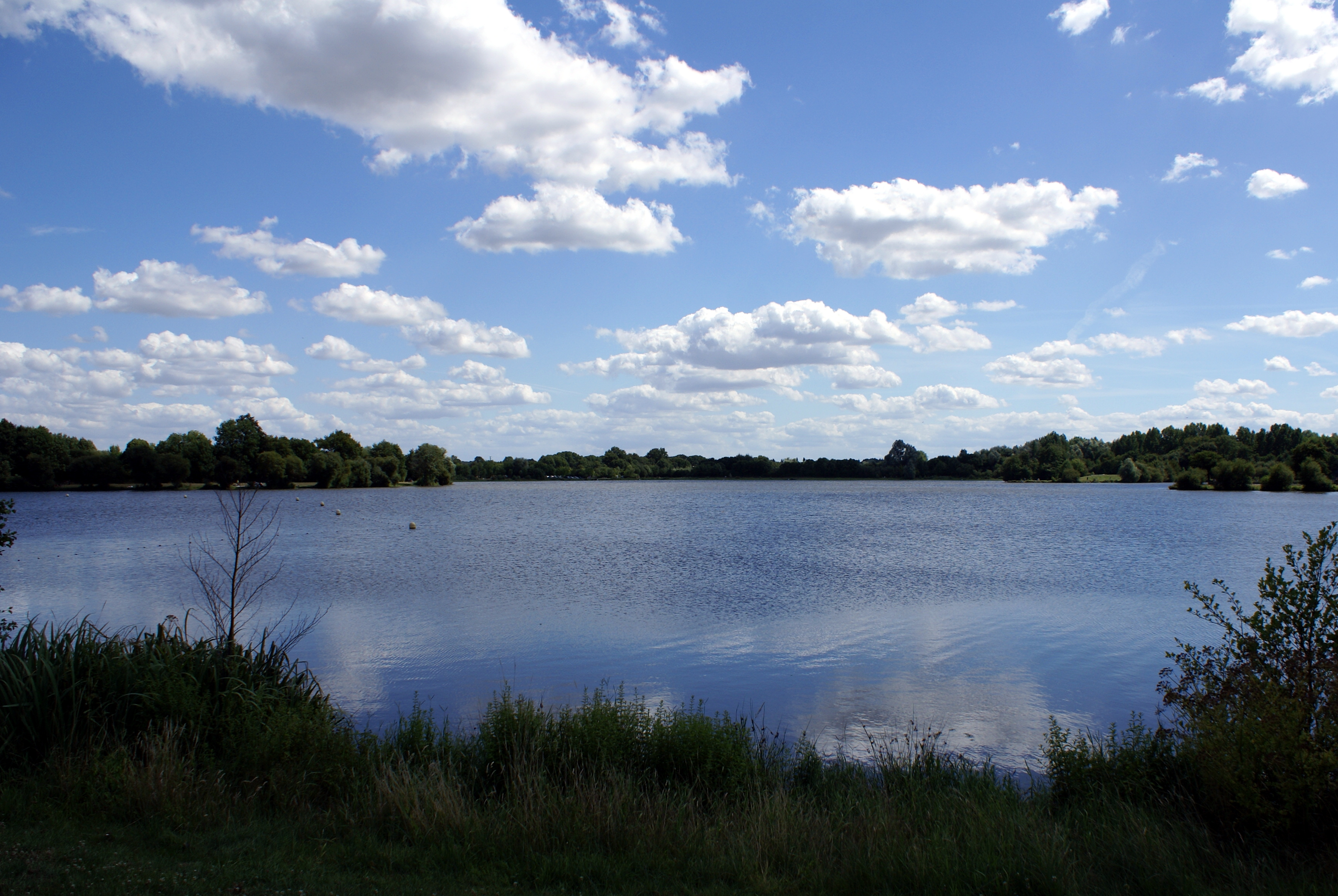
Estanys d'Apigné
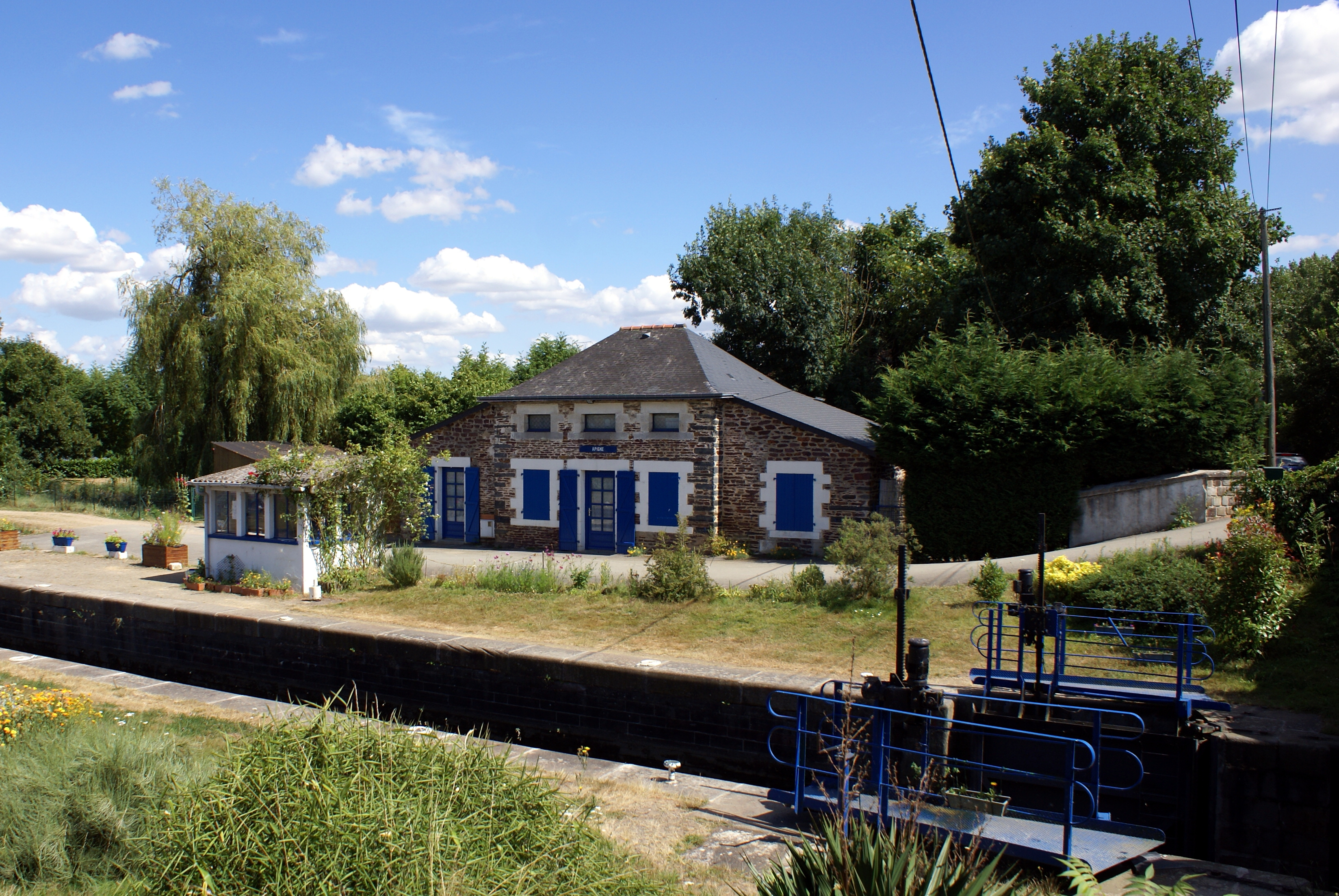
Escluses, vora dels estanys d'Apigné